# Юдаїзм
Юдаї́зм або віра Мойсеєва (івр. יַהֲדוּת – Ягаду́т, гебрейська віра. Сама назва відбулася від імені Юди, сина біблейського патріарха Якова) — одна зі стародавніх етнічних релігій, релігія давніх юдеїв, що проживали на території сучасної держави Ізраїль, та сучасних євреїв, заснована, відповідно до ТаНаХу (Старого Заповіту), на заповітах Бога праотця Авраама близько 1750 р. до н. е. і доповнена заповітами Мойсея близько 1300 р. до н. е. Важливою частиною віровчення є усна Тора (Талмуд), в якій коментується зміст Старого Заповіту.
Юдаїзм базується на концепції Всюдисущого, Вічного Творця, воля Якого та особливе ставлення до єврейського народу відбиті в Торі, себто Законі. Тора — це перші п'ять книг у складі християнського Святого Письма, Хумаш, або П'ятикнижжя, що містять історію, закони і правила життя для гідної поведінки і в слов'янських джерелах відомі як Буття, Вихід, Левит, Числа та Повторення закону.
Сучасний юдаїзм поряд із християнством та ісламом зараховують до авраамічних релігій, тобто віровчень, що ведуть своє походження від віри праотців Адама і Єви, Авраама й Сари, Ісаака і Якова, найбільш стародавньої й простої форми єдинобожжя. Важливою відмінністю від християнства та ісламу є те, що Ісус і Магомет не розглядаються в рамках цього віровчення як пророки.

## Історія юдаїзму
Своїм походження юдаїзм завдячує Усній Торі та фарисейському руху, що її відстоював.
В античні часи єврейська інтелектуальна еліта швидко опанувала притаманну еллінській цивілізації культуру філософської дискусії та трактування текстів і на основі набутих знань почала по-своєму тлумачити стародавні вірування. Результатом цього стало формування досить складної тлумачної системи Закону Божого та теологічних основ юдаїзму. Це, у свою чергу, зумовило виникнення нової суспільної верстви — хахамімів (мудреців) або рабинів (учителів) — знавців різних напрямів тлумачень стародавніх релігійних текстів. Уже за кілька віків до початку нової ери пророки перестають користуватися повагою в народі. А після зруйнування римлянами 70 н. е. (під час придушення єврейського повстання) Єрусалимського Храму свою колишню владу та вплив втрачають і жерці (сьогодні вони виконують лише певні почесні обов'язки у богослужінні). В 2 ст. н. е. керівництво в духовно-богословській царині остаточно перейшло до рабинської верстви. Стати рабинами мали право вихідці з усіх соціальних станів, які пройшли курс спеціальної підготовки в рабинських школах (бейт-мідрашах). Термін навчання в цих школах не був визначеним — воно тривало, доки вчителі не вирішать, що учень достатньо опанував науку й може бути рабином (а це могло статися і за кілька років, і за кілька десятиліть).
Формування класичного юдаїзму відбувалося в 1–6 ст. Саме тоді були створені основи Закону, теології та устрою повсякденного буття, що стали взірцем для наступних поколінь.
У середні віки переважна кількість євреїв мешкала в діаспорі: у країнах Європи, Африки та Близького Сходу. Кожна громада мала власні традиції і по-своєму тлумачила класичні релігійні тексти, визнання певного корпусу яких, по суті, створювало підґрунтя для єдності цих громад. Більшість середньовічних рабинських творів присвячувалася коментуванню священних текстів та праць мудреців перших століть н. е. У цей період єврейська інтелектуальна еліта досягла значних успіхів у царині філософії та містичних віровчень.
У Новий час в юдаїзмі виникло кілька реформістських релігійних рухів, які відкинули або істотно скоротили численні приписи релігійного Закону. Прибічники старих традицій також поділилися на 2 табори: тих, хто дотримується всіх приписів Закону, а також традицій громад, з яких походять їхні далекі предки (харедім), і тих, хто, виконуючи писані закони юдаїзму, в повсякденному житті керується звичаями сучасного суспільства (датіїм).

## Священні тексти

### Танах

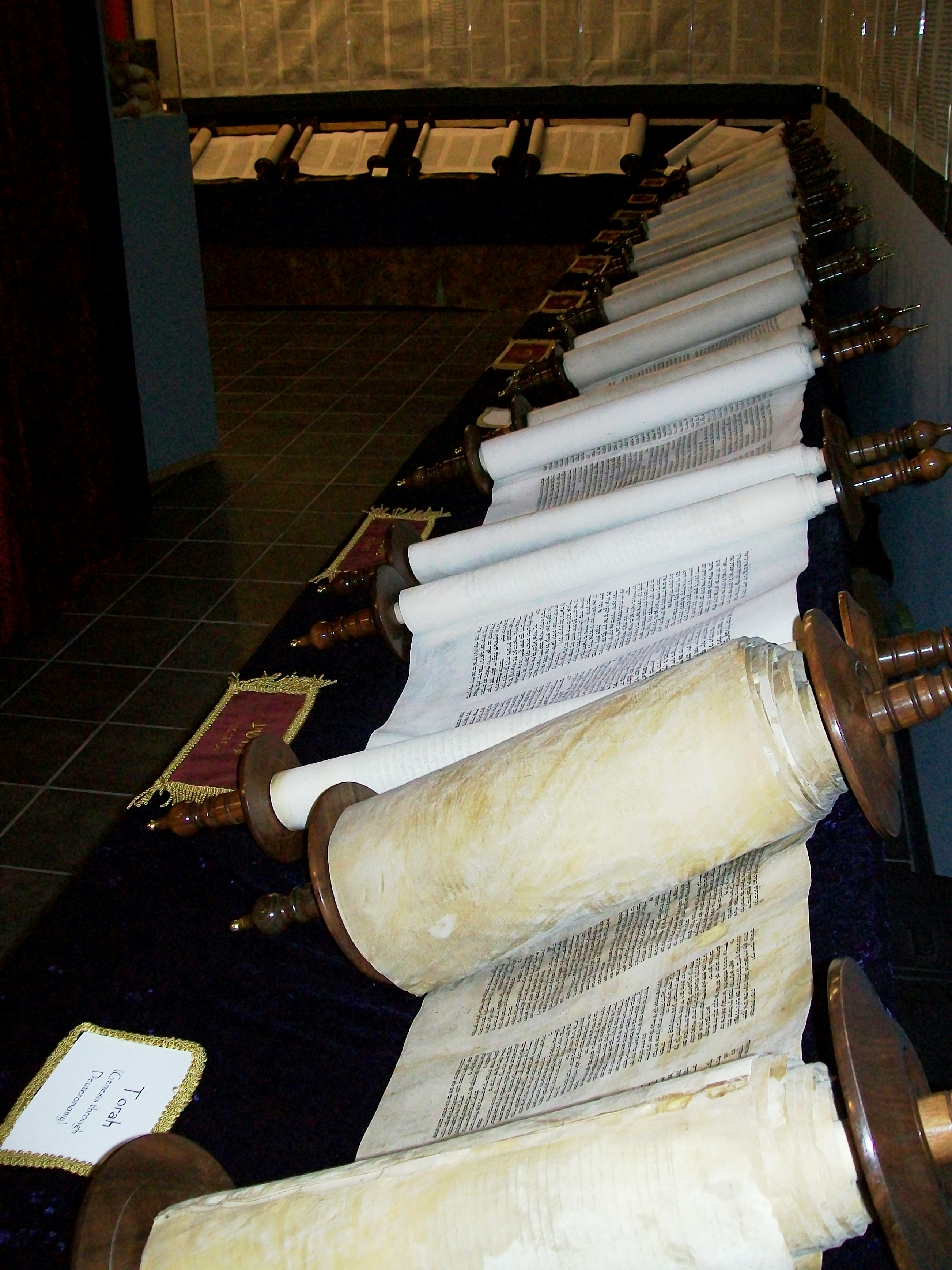
Танах

Танах — абревіатура 3-х розділів Святого Письма: Тора (П'ятикнижжя Мойсея), Невіїм (Пророки) та Ктувім (Кетувім) (Писання). Є збіркою творів єврейських авторів, що були написані в 12–2 ст. до н. е. і містять закони єврейського народу, опис його історії, повчання, сакральну та світську поезію (до складу Танаху ці тексти увійшли в 5–1 ст. до н. е.). Обставини формування корпусу Святого Письма залишаються невідомими. Першою збіркою, яка отримала загальне визнання, було П'ятикнижжя Мойсея. Згідно з юдаїзмом П'ятикнижжя Мойсея є найбільш святою книгою для євреїв.

### Мішна
Мішна (від давньоєвр. — «повторювати») — збірка повчань, що стосуються питань Закону Божого. Була сформована наприкінці 2 — поч. 3 ст.

### Талмуд
Існує два тексти, що мають таку назву. Один створений мудрецями Палестини в 3–5 ст. н.е, другий — мудрецями Вавилонії (Месопотамії) в 3–8 ст. н. е. В середні віки вавилонський Талмуд перетворився на чи не найважливіший святий текст юдаїзму. З плином часу палестинський Талмуд став вживатися вкрай рідко. Тому, коли сьогодні в єврейських текстах йдеться про Талмуд, але не пояснюється про який, то мається на увазі саме вавилонський Талмуд. Мудреці, які згадуються в текстах обох Талмудів, згідно з традицією звуться амораями.
Талмуд — це зібрання текстів, присвячених поглибленому аналізові окремих повчань Мішни. Розгляд повчань подається у вигляді складних теоретичних суперечок і займає по декілька сторінок. Остаточне рішення, однак, як правило, не проголошується, й питання, яка зі сторін перемогла у суперечці, лишається нез'ясованим. Окрім дискусій, пов'язаних із текстом Мішни, в Талмуді наводиться велика кількість оповідань про біблійних героїв, мудреців, небожителів, а також анекдотів і прислів'їв. Уривки, присвячені питанням Закону, звуться галахою, а сукупність усіх інших — агадою.

### Мідраші
Мідраші — збірки, присвячені тлумаченню текстів Святого Письма. Класичними вважаються мідраші, створені в добу Мішни та Талмуду, в яких згадуються ті самі, що і в цих збірках, мудреці або їхні сучасники.

## Віряни

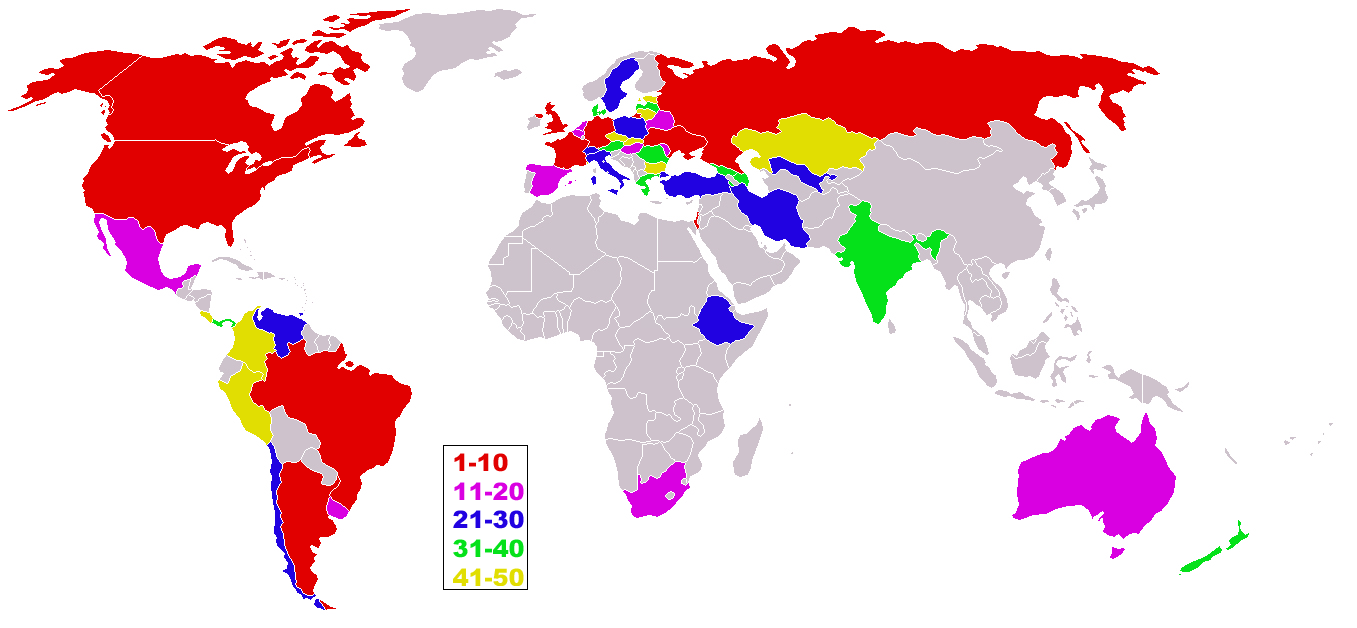
Поширеність юдаїзму — топ-50 країн світу за чисельністю юдейських громад

Юдеї — послідовники юдаїзму. Це слово також слугувало означенням євреїв — давнього семітського народу зі Середнього Сходу, проте таке його використання нині традиційно зберігається лише в окремих місцевостях. Нині взаємозамінність понять не є точною, оскільки існує певна частина етнічних євреїв, що не сповідують юдаїзму та не дотримуються його норм. Водночас існують послідовники юдаїзму неєврейського походження. Словом почали послуговуватися в Європі в Середньовіччі, ґрунтуючись на латинському варіанті відповідного імені.
Окрім тих, хто живе в Ізраїлі, велика частина вірних юдеїв проживає в США, Білорусі, Молдові, Росії, Україні, Великій Британії та Франції. Усього приблизно 15 млн юдеїв, 6 млн мешкає в Азії, 6 млн в Америці, 2 млн в Європі, решта — в Африці та Австралії.
Основний принцип юдаїзму — віра в єдиного Бога.
З Тори відомо, що нащадки дванадцяти синів Якова — дванадцять колін Ізраїлевих, потрапили до єгипетського рабства. Бог закликав Мойсея визволити їх. Коли сам Бог наслав на Єгипет «10 кар», фараон відпустив народ Ізраїля помолитися Богові своєму (як того просив Мойсей), але потім, коли довідався, що Мойсей обдурив його, тікаючи з Єгипту, наказав своєму військові наздогнати Мойсея біля моря Суф (за найпоширенішими уявленнями, море Суф — це Червоне море). І тут, за велінням Бога, води морські перед народом Божим розступилися, а над єгипетським військом зімкнулися. Ця подія відзначається під час свята Песах.

## Віровчення
1. необхідність визнання буття Бога як єдиного творця і повелителя світу;
2. визнання його абсолютної єдності;
3. визнання його нематеріальності й надуманості втілення його;
4. визнання вічності Бога;
5. неприпустимість звертання з молитвою до якоїсь іншої істоти, крім нього;
6. упевненість в істинності пророчої проповіді;
7. переконання в перевазі пророка Мойсея над всіма пророками;
8. переконання в незаперечній дійсності подарованого Богом євреям релігійного вчення (Тори);
9. упевненість у неможливості скасувати або замінити Тору іншим вченням;
10. впевненість у всезнанні Бога;
11. впевненість у справедливості Божого творіння;
12. віра в прихід месії;
13. віра у воскресіння мертвих

 Маймонід
Юдеї вірять у загробне життя, але найбільшу увагу юдаїзм приділяє земному життю. Засновником можна вважати Мойсея (жив бл. 1250 р. до н. е.), якому Бог передав Тору (заповіт). В основі юдаїзму лежить Тора, або «закон» — п'ять перших книг єврейської Біблії. Тора означає не тільки «закон», а й «вчення», «настанова». Тора містить у собі вчення Бога про себе самого, про мету творіння й про те, що його народ мусить бути покірним йому. Читання Тори — найважливіша частина служби в синагозі (зібранні), там же віряни звертаються до Бога з молитвою.
Тора містить 613 заповідей: 238 наказів і 365 заборон — це настанови Бога, що їх мають дотримуватись юдеї. Інші народи, згідно з юдаїзмом, мають виконувати Сім законів нащадків Ноя. Закон поділяє всі речі та явища, з якими має справу людина, на кошерні (дозволені) та посульні (заборонені). Більшість із заповідей зобов'язані виконувати лише особи чоловічої статі, що досягли 13-ти років. У якій би країні не перебував юдей, він повинен відтворювати навколо себе сакральний простір, де все осмислено й упорядковано приписами Мойсеєвого Закону.

### Молитви

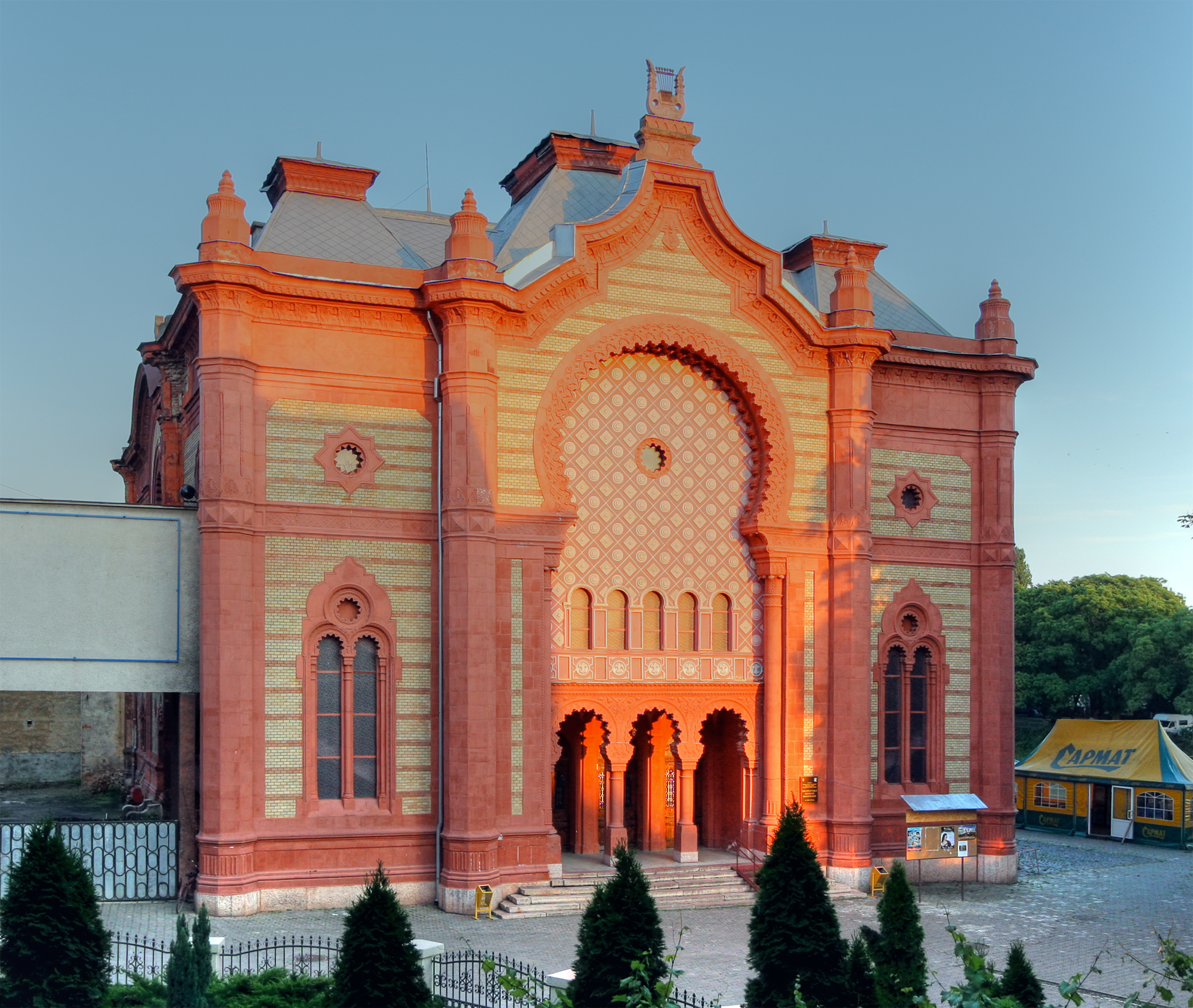
Синагога (Ужгород)

Згідно з юдаїзмом чоловіки мають тричі на день звертатися до Бога з молитвою — особисто або в зібранні. Для групової молитви — літургії — потрібна наявність щонайменше десятьох чоловіків (міньян). Літургія вважається більш важливою, ніж особиста молитва. Молитва жінки може бути лише особистою, а молитися жінки мають лише за власним бажанням.
Єврейський будинок молитви називається синагогою. Це може бути спеціальна будівля або будь-яке приміщення, в якому є шафа із сувоєм Тори.

### Свята
Юдеї поважають Шабат (суботу) — днем, який нагадує про останній день творіння. У Шабат заборонені певні види робіт.

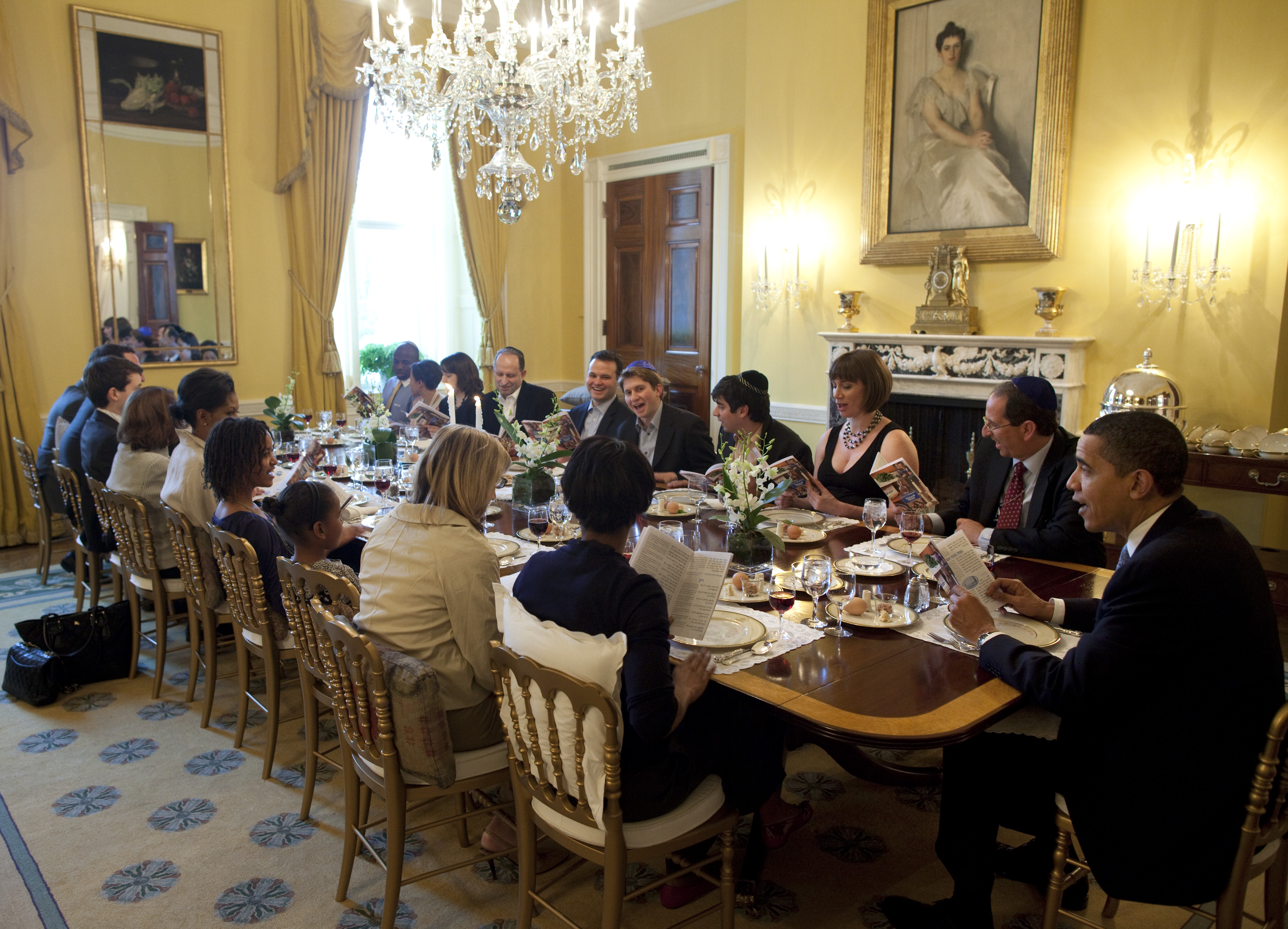
Святкування Песаху

У шабат віряни утримуються від будь-яких буденних справ і присвячують час молитвам, трапезам, відпочинкові та вивченню сакральних текстів.
Головними святами юдаїзму є Песах (від арамейського — буквально — переходити; на честь виходу євреїв з Єгипту), Шавуот (від давньоєврейською — свято тижнів; на честь дарування Богом Мойсею Тори на горі Синай), Сукот або Кущі (на честь подорожі народу через пустелю до Святої Землі), Шміні Ацерет (на честь завершення річного циклу читання Тори), Рош гашана (свято нового року), Йом-Кіпур (від давньоєврейс. — Судний день; день суду та покути, коли остаточно вирішується доля людини на наступний рік), Ханука (від давньоєврейс. — оновлення, освячення; на честь відновлення богослужіння в Єрусалимському храмі, сплюндрованому еллінськими загарбниками), Пурим (від давньоєврейс. — жереб; свято порятунку євреїв від винищення в Перському царстві), 9 ава (траур по зруйнованому Єрусалимському храму) та ін.

### Храм
Святе місце для юдеїв — Західна стіна (а-Котель а-Маараві), або Стіна плачу. Приблизно 2000 років тому в столиці давньоєврейської держави Єрусалимі за наказом царя Ірода було перебудовано Єрусалимський храм. Сьогодні від нього залишилась лише Західна стіна — Стіна плачу, яка є пам'яткою про зруйнування Храму (у 68 р. н. е. храм зруйнували римляни) і держави. Сьогодні юдеї з усього світу приїздять, аби помолитися біля Стіни плачу.

## Символи юдаїзму

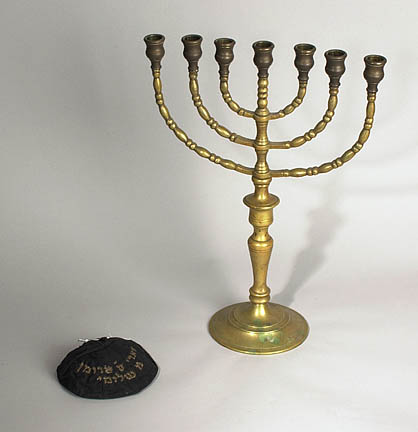
Менора

Символ юдаїзму з кінця XVIII століття — шестикутна зірка Давида. Стародавнім символом юдаїзму є семисвічник (менора), який, згідно з традицією, стояв у Храмі Соломона в Єрусалимі.

## Історичні течії юдаїзму
Йосип Флавій (бл.37 — бл.100) описав такі напрями сучасного йому юдаїзму: садукейство, фарисейство і есейство.
Садукеї (цадокім) здійснювали службу в храмі (після його зруйнування зникли), не вірили у воскресіння, безсмертну душу та прихід месії.
Фарисеї (прушим) створили Талмуд на основі Усної Тори.
Єсеї не визнавали Другий Храм.

### Караїми та самаритяни
Важливо згадати й також караїмізм (поєднує в собі риси юдаїзму, християнства та ісламу), що виник у VIII ст. у Вавилоні. Караїми не визнають Талмуду. Сам караїмізм ґрунтується на Танахі, який віряни мають читати та ітлумачити самі, не покладаючись на сторонні авторитети. Відокремившись від основної маси гебреїв вони за два-три покоління стали окремою, невеликою, етноконфесійною групою. Тому більшістю юдеїв караїзм визнається окремою релігією, а не течією юдаїзму. Караїмські поселення наявні у Криму.
Самаритяни, уникнувши вавилонського рабства, не зберегли Тору в її оригінальному вигляді, тому також не вважаються більшістю юдеїв за одноплемінників.

## Сучасні течії юдаїзму
У XIX ст. були засновані декілька релігійних течій юдаїзму: «реформістський юдаїзм», «консервативний юдаїзм», «реконструктивістський юдаїзм» та ін. Усі ці течії поєднує те, що вони визнають Письмову та Усну Тору (дві частини Тори, що Мойсей отримав від Творця) незмінним Законом, що юдеї отримали на всі часи.

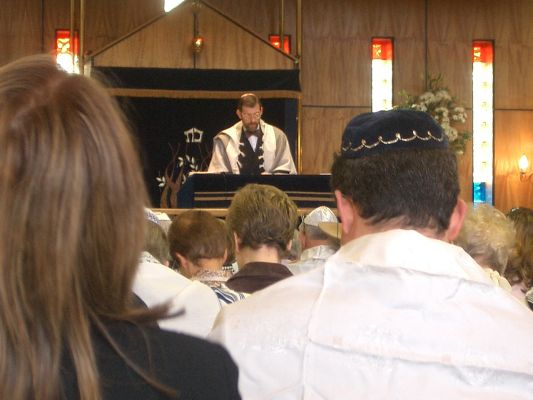
Молитва у реформістській синагозі

У так званому ортодоксальному юдаїзмі існують такі течії: хасидизм, литовський юдаїзм (литваки), сучасний ортодоксальний юдаїзм, національно-релігійний рух (або релігійний сіонізм). У кожній течії існують підтечії, наприклад хасидизм Хабаду, брацлавський хасидизм, гіперсіонізм та ін. Течії та підтечії відрізняються одна від одної своїм ставленням до конкретних засобів вивчення Тори та виконуванням заповідей Творця. Також важливою ознакою, яка відрізняє течії одна від одної є ставлення до держави Ізраїль, починаючи з її права на існування у сучасному вигляді і, закінчуючи її внутрішньою та зовнішньою політикою.

### Хасидизм
Хасидизм — містичне відгалуження юдаїзму, що виникло на території України у першій половині XVIII століття як опозиція до догматично-обрядового формалізму і рабинської ортодоксії.
Засновником хасидизму був Баал Шем Тов, що діяв як «свята людина» і «чудодій» на Поділлі; він мав великий вплив на єврейські маси, зокрема через інших «праведних» людей — цадиків. Наступником Бешта був рабі Дов-Бер (відомий як Магід із Межерича). Рух охопив і Галичину (зокрема, Покуття і Гуцульщину).
Хасидизм поширився з України до сусідніх Литви, Білорусі, Польщі, Угорщини й Румунії. Частина послідовників хасидизму емігрувала до Палестини, а рештки тих, що пережили Другу світову війну, опинилися в Америці, де вони стали однією з груп ортодоксальних євреїв.
Існує багато течій хасидизму. Найвідоміші з них: Любавицький хасидизм, відоміший як ХАБАД; Брацлавський хасидизм; Каролінський та інші. Назви походять від міст, де жили засновники цих течій — учні Магіда з Межерича.

### Відносини з месіанським юдаїзмом
Загалом месіанський юдаїзм визнає Новий Заповіт і не визнає Талмуд, тому не може бути частиною юдаїзму в загальноприйнятому значені.
«За офіційним самовизначенням, месіанський юдаїзм — це „рух єврейських конгрегацій та угруповань, відданих Ісусові-Месії, що обіймає завітну відповідальність за єврейське життя та ідентичність, що кореняться у Торі, виражаються у традиції, оновлюються та застосовуються у контексті Нового Завіту“.»

## Керівництво релігійних громад
Зазвичай на посаду голови релігійної громади — рабина — рада старійшин запрошує юдея, який отримав належну освіту та добре розуміється на Талмуді й Шулхан арусі. Рабин підписує контракт із громадою на 3 роки. Ця угода може бути подовжена після завершення терміну її дії за згодою сторін. До обов'язків рабина належить нагляд за дотриманням громадою релігійного Закону, керівництво навчальними закладами та релігійним судом. Лише двічі на рік, у суботу напередодні Песаху та в суботу напередодні Йом-Кіпуру, він проголошує проповідь перед громадою. В решту субот та свята промовляти народу слово Боже був зобов'язаний магід (проповідник), з яким громада також укладала угоду на певний термін. У громадах хасидів обов'язки магіда виконує цадик. Господарськими справами синагоги керує обраний габай (староста).

## Прийняття юдаїзму
З точки зору юдаїзму кожна душевноздорова людина, як нащадок праотця Ноя, має знати про існування єдиного Бога, а також дотримуватися певних заповідей (правил поведінки), які дозволять їй нормально жити серед інших людей нашої планети (Сім законів нащадків Ноя).
З іншого боку для людей з єврейського народу, нащадків праотців Авраама, Ісаака та Якова у віровченні юдаїзму передбачені додаткові заповіді, одне з завдань яких — забезпечити передачу істинного віровчення про єдиного Бога наступним поколінням людей, себто виконання історичної місії єврейського народу. Таким чином, юдаїзм (усі його складові) є невіддільним від юдейського народу і тому його сповідувати може лише людина, яка до нього належить.
Євреєм у першу чергу вважається той, хто народився від матері-єврейки. Для неєвреїв, які хочуть приєднатися до єврейського народу передбачений особливий статус — «гер» (староєвр. супутник, себто людина, що йде по життю, живе разом з євреями, не будучи євреєм від народження), який надає людині майже в усьому ті права у рамках спільноти вірних юдеїв, які мають євреї від народження. Люди, які хочуть стати юдеями, мають пройти дуже суворі та складні процедури, що звуться «Гіюр». Перед тим, аби взагалі розпочати приготування до цієї складної процедури (вивчення Тори, законів, традицій, тощо) спеціально визначені рабини відмовляють кандидату, розповідають, про те як важко бути юдеєм, слідувати Законам, заборонам. І лише тоді, коли кандидат, попри все це, й досі хоче прийняти юдаїзм, розпочинаються підготовчі процедури, які можуть продовжуватися роками, до того часу, коли кандидат успішно складає іспит перед релігійним судом із трьох рабинів, («Бейт дін»). Якщо іспит складено успішно, то людина отримує спеціальний сертифікат і вважається повноправним євреєм, з усіма привілеями але й з усіма заборонами, які існують в юдаїзмі. У житті цією процедурою найчастіше користуються люди, які мають певні формальні проблеми з визнанням своєї належності до єврейського народу, але виховані в єврейській традиції.